# Mary Anderson (Schauspielerin, 1859)

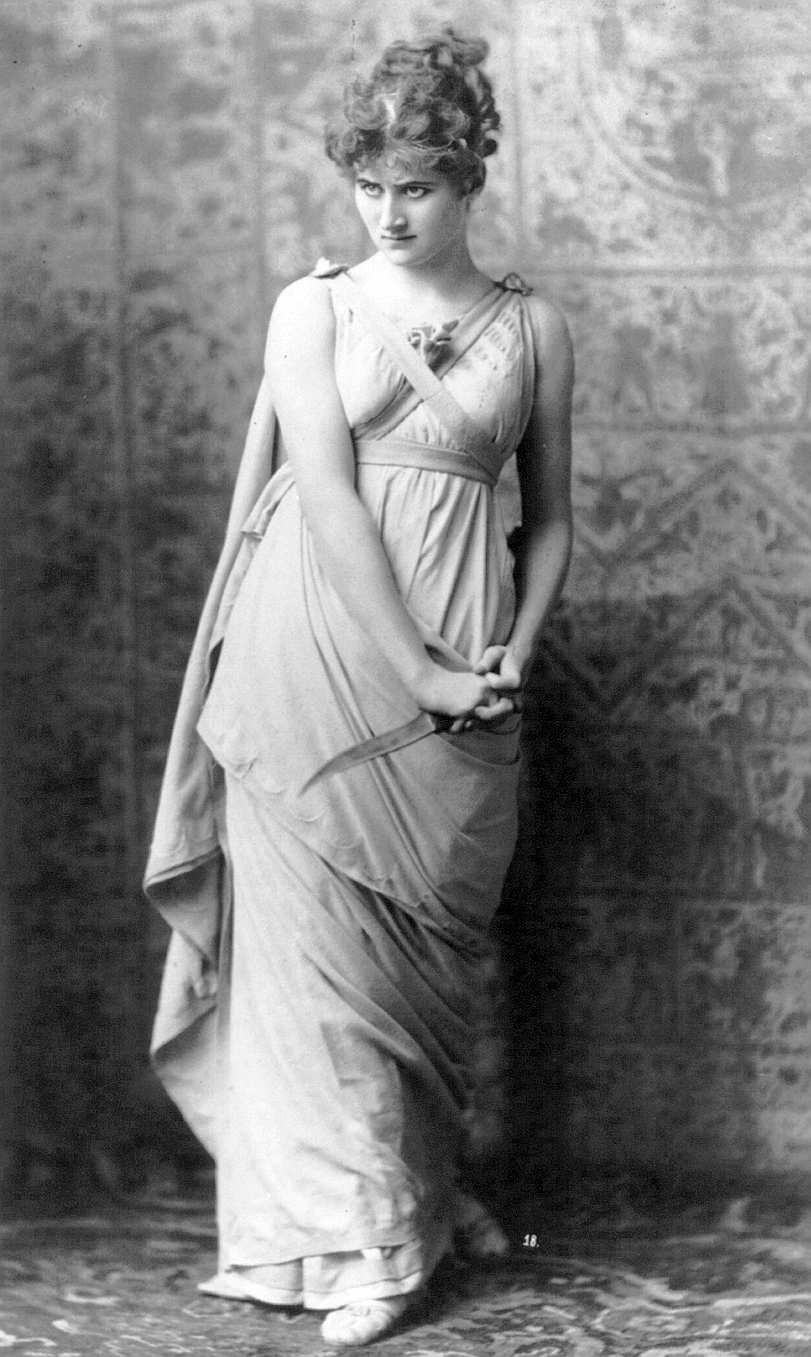
Mary Anderson,
Foto: Napoleon Sarony, 1883

Mary Antoinette Anderson, verheiratete Mary Antoinette Navarro (* 28. Juli 1859 in Sacramento, Kalifornien, USA; † 29. Mai 1940 in Broadway, West Midlands, England) war eine US-amerikanische Film- und Theaterschauspielerin.

## Leben

### Kindheit und Jugend
Mary Anderson war die Tochter von Charles Henry Anderson, eines an der University of Oxford ausgebildeten New Yorkers, und seiner Frau Antonia Leugers, die von ihrer katholischen Familie aus Philadelphia enterbt wurde, nachdem das Paar nach Kalifornien geflüchtet war.
Kurz nach der Geburt von Mary zog das Ehepaar nach Louisville (Kentucky) um, wo ihr Vater sich in die Armee der Konföderierten Staaten von Amerika einschrieb und am Amerikanischen Bürgerkrieg teilnahm. Er fiel bei Mobile (Alabama), als Mary Anderson drei Jahre alt war.
Mary besuchte die Schule am Konvent der Ursulinen und der katholischen Mädchen-Highschool Presentation Academy in Louisville. Abgesehen von ihrem Interesse an der Lektüre von Shakespeare war sie keine eifrige Schülerin. Im Alter von vierzehn Jahren wurde sie, ermuntert von ihrem Stiefvater, nach New York geschickt, um zehn Lektionen beim Schauspieler George Vandenhoff zu besuchen, was ihre einzige professionelle Ausbildung blieb.

### Bühnenkarriere
1875 trat Mary Anderson erstmals auf der Bühne auf. Es handelte sich um eine Wohltätigkeitsveranstaltung am Macauley’s Theatre in Louisville. Sie spielte die Julia in einer Aufführung von Shakespeares Romeo und Julia. Der Manager, Barney Macauley, war so beeindruckt, dass er Anderson für eine weitere Woche als Julia auftreten ließ, außerdem als Julia in The Hunchback von Sheridan Knowles, als Bianca in Henry Hart Milmans Fazio und in R. L. Sheils Evadne.

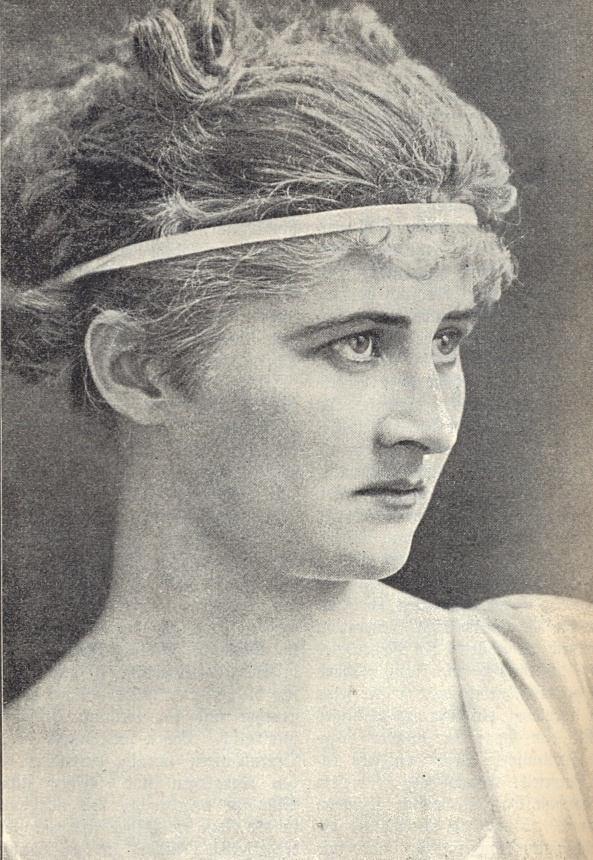
Mary Anderson

Weitere Engagements in St. Louis (Missouri), New Orleans und am Theater von John McCullough in San Francisco führten zu einem Vertrag mit John T. Ford. 1877 begann sie als Lady Macbeth in seinem Theater in Washington, D.C. mit einer ausgedehnten Tournee durch die USA, die in einem sechswöchigen Engagement in Edward Bulwer-Lyttons The Lady of Lyons am 5th Avenue Theatre in New York gipfelte. Die Kritiken ihrer Auftritte fielen unterschiedlich aus, sie war jedoch beim Publikum sofort sehr beliebt und wurde „unsere Mary“ genannt.
Es folgte eine zwölfjährige Karriere ungebrochenen Erfolgs mit regelmäßigen Auftritten in New York und US-Tourneen. 1879 begab sie sich auf eine Reise nach Europa, wobei sie Sarah Bernhardt und Adelaide Ristori traf.
1883 begab sie sich nach einer Hauptrolle in einer amerikanischen Produktion des Stücks Pygmalion and Galatea von W. S. Gilbert nach London zur Bühne des Lyceum Theatre und blieb sechs Jahre in England, wo sie mit großem Erfolg am Shakespeare Memorial Theatre in Stratford-upon-Avon auftrat. Bei ihrem Aufenthalt dort befreundete sie sich mit dem Schriftsteller William Black.
1887 trat sie in London in Ein Wintermärchen in der Doppelrolle von Perdita und Hermione auf (als erste Schauspielerin, die diese Neuerung einführte). Diese Produktion erlebte 160 Aufführungen und wurde auch in den USA gespielt. Anderson brach jedoch 1889 aufgrund starker nervlicher Belastung auf der Bühne in Washington zusammen. Sie löste ihre Gesellschaft auf und erklärte im Alter von 30 Jahren ihren Rückzug. Einige Kommentatoren, vor allem in der britischen Presse, schrieben dies feindseligen Presseberichten nach Andersons Rückkehr in die USA zu. Die Autorin Willa Cather ging weiter und schrieb die Schuld einer besonders verletzenden Kritik eines nahen Freundes zu.

### Weiterer Lebenslauf
Mary Anderson wurde nach ihrem Zusammenbruch Ruhe verordnet und sie reiste nach England. 1890 heiratete sie Antonio Fernando de Navarro, einen amerikanischen Sportler und Anwalt baskischer Abstammung. Sie ließen sich in Broadway (Worcestershire) nieder, wo Anderson ihr musikalisches Interesse pflegte und eine bekannte Gastgeberin mit einem angesehenen Zirkel musikalischer, literarischer und kirchlicher Gäste wurde. Sie wurde als Modell für Figuren in den Lucia-Romanen von Edward Frederic Benson genannt, entweder für den Sopran Olga Bracely oder für Lucia selbst, und als die Inspiration für die Heldin in William Blacks Roman The Strange Adventures of a House-Boat.
Sie verweigerte sich Ermunterungen, ans Theater zurückzukehren, erschien jedoch in einigen Aufführungen zur Spendensammlung während des Ersten Weltkriegs in Worcester, Stratford und London. Letztere beinhalteten Rollen in Galatea, Julia und Clarice in W. S. Gilberts Stück Comedy and Tragedy. Sie veröffentlichte zwei Bände mit ihren Erinnerungen, 1896 A Few Memories und 1936 A Few More Memories, und arbeitete 1911 mit Robert Smythe Hichens an einer New Yorker Bühnenfassung seines Romans The Garden of Allah zusammen.
Das Oxford Dictionary of National Biography fasst ihre Stärken als „Schauspielerin mit großer äußerer Schönheit“ (sie wurde häufig gemalt und fotografiert und ihr Bild war oft in der Werbung zu sehen) und einer „deutlichen, ausdrucksstarken Stimme“ zusammen. Die Encyclopædia Britannica fügt den Faktor “highly successful publicity” (deutsch: „sehr erfolgreicher Öffentlichkeitsarbeit“) hinzu. Die Ansichten der Kritiker teilten sich in jene, die ihre Darstellung als kraftvoll und bewegend ansahen, und jene, die sie für zu statuenhaft und zu eingeschränkt in ihren Ausdrucksmöglichkeiten (durch mangelhafte Ausbildung) hielten. Sie war jedoch bei der Zuschauerschaft immer populär.

## Filmografie (alsMary Navarro, Auswahl)
- 1912: Babette (Kurzfilm)
- 1912: Bridge (Kurzfilm)
- 1912: The Days of Terror; or, In the Reign of Terror (Kurzfilm)
- 1912: The Night Before Christmas (Kurzfilm)
- 1913: Cinderella’s Slipper (Kurzfilm)
- 1914: Hearts of Oak
- 1914: When Broadway Was a Trail
- 1915: The Battle of Ballots
- 1918: Mrs. Dane’s Defense
- 1918: Eve’s Daughter